# Mutationismus
Mutationismus (auch Mutationstheorie oder Mendelismus) ist eine Evolutionstheorie, die die kreative und lenkende Rolle von diskontinuierlichen Mutationen in der Evolution hervorhebt. Die Theorie, zu deren Urhebern mehrere Gründer der modernen Genetik gehörten, wurde am Anfang des 20. Jahrhunderts populär, als die Mendelschen Regeln wiederentdeckt wurden und die experimentellen Resultate nicht mit der Darwinschen Evolutionstheorie vereinbar schienen. Nachdem er es in den ersten Jahrzehnten des 20. Jahrhunderts zu größerer Popularität gebracht hatte, verlor der Mutationismus an Bedeutung und galt als obsolet, nachdem sich die Synthetische Evolutionstheorie durchgesetzt hatte. Dennoch gibt es auch heute noch Wissenschaftler, die mutationistische Standpunkte vertreten.

## Probleme mit Darwins Evolutionstheorie
In Darwins Evolutionstheorie war Natürliche Selektion der entscheidende Evolutionsfaktor. Ausgehend von kontinuierlicher Variation, die in einer natürlichen Population stets besteht, ist die Selektion das treibende, kreative Element, das die Entstehung und Veränderung von Arten ermöglicht. Darwin selbst konnte den Mechanismus der Variation nicht befriedigend erklären, er berief sich auf lamarckistische Erklärungsansätze und sah die kontinuierliche Fluktuation als Reaktion auf veränderte äußere Lebensbedingungen. Die experimentelle Bestätigung für die Erblichkeit der Variation im Sinne Darwins blieb aber aus.
Im ersten Jahrzehnt des 20. Jahrhunderts, das später auch als Dunkelzeit des Darwinismus (Eclipse of Darwinism) bezeichnet wurde, war Darwins auf natürlicher Selektion beruhende Evolutionstheorie daher keineswegs allgemein akzeptiert. Konkurrierende Theorien, zu denen neben dem Mutationismus der Neolamarckismus und die Orthogenese gehörten, hatten ebenfalls eine bedeutende Anhängerschaft.
Die Wiederentdeckung der Mendelschen Regeln verschärfte die Krise des Darwinismus zunächst sogar. Die Kreuzungsexperimente schienen zu belegen, dass der Großteil der sichtbaren Variation nicht erblich ist. Diejenigen Eigenschaften, die vererbbar waren, wurden nach den Mendelschen Regeln hingegen diskontinuierlich vererbt.

## Mutationismus als Alternative zum Darwinismus
Unter dem Namen Mutationismus werden verschiedene Erklärungsansätze geführt, die allesamt die Rolle von Mutationen gegenüber der Selektion hervorheben, sich aber in Details unterschieden.
Die bekannteste Mutationstheorie stammt von Hugo de Vries, der ein experimentell orientierter Biologe war und sich von spekulativen Erklärungsansätzen abzugrenzen versuchte. Seine Mutationstheorie bzw. die von ihm um 1900 begründete Lehre von den Mutationen, die auf Forschungen an Nachtkerzen basiert, besagt, dass die Merkmale von Organismen aus separaten und unabhängigen Einheiten bestehen. De Vries lehnte Darwins Gradualismus ab und vertrat stattdessen einen Saltationismus, also sprunghafte Änderungen. Hierzu stellte er Darwins kontinuierlicher Variation diskontinuierliche (Makro-)Mutationen entgegen. Unter Mutationen verstand de Vries singuläre, im Vergleich zu Darwins allgegenwärtiger Fluktuation seltene Ereignisse, die die treibende Kraft der Evolution sind. Trotz dieser Gegensätze versuchte de Vries stets, seine Theorie in die Tradition Darwins zu stellen.
So bestritt er nicht die Wichtigkeit der Selektion und nannte sie sogar „Das große Prinzip, das Evolution von Organismen bestimmt“ In seiner Theorie nahm Selektion dennoch nicht die zentrale Rolle ein wie bei Darwin; kreatives Element der Evolution waren spontane Mutationen.
Thomas Hunt Morgan vertrat eine radikalere Version von De Vries’ Mutationstheorie. In seiner Schrift Evolution und Adaptation von 1903 präsentierte er den Mutationismus ausdrücklich als Gegenbild zu Darwins Evolutionstheorie. Für Morgan hatte die Selektion nur noch die passive Rolle, zu verhindern, dass sich schädliche Mutationen durchsetzen. Treibendes Element der Evolution waren Mutationen im Sinne de Vries’.
Andere bedeutende Genetiker, die zu den Mutationisten gezählt werden, sind William Bateson, Wilhelm Johannsen und Reginald Punnett.

## Übergang zur Synthetischen Evolutionstheorie
Nachdem sich die Synthetische Evolutionstheorie durchgesetzt hatte, in der Genetik, Populationsgenetik und Evolution in Einklang gebracht wurden, nahm die Bedeutung des Mutationismus stark ab. Die Synthetische Evolutionstheorie erkennt die Existenz von Mutationen zwar an, sieht sie jedoch nicht als treibende oder gar kreative Kraft der Evolution an. Das Schlüsselkonzept war nun der Genpool, der stets ein reiches Reservoir an kontinuierlicher Variation bereitstellt, in welchem Selektion wirken kann. Einzelne Mutationen sind in der Synthetischen Theorie keine zentralen Ereignisse, weil stets ein Überfluss an Variation im Genpool herrscht, so dass die Selektion der beherrschende Evolutionsfaktor ist.
Ernst Mayr, einer der Begründer dieser Theorie, drückte dies folgendermaßen aus:

“Evolution is not primarily a genetic event. Mutation merely supplies the gene pool with genetic variation; it is selection that induces evolutionary change.”

„Evolution ist nicht primär ein genetisches Ereignis. Mutationen versorgen den Genpool lediglich mit genetischer Variation; es ist die Selektion, die evolutionäre Veränderungen hervorruft.“

## Rolle in der heutigen Biologie
Heute wird die Synthetische Evolutionstheorie weiterhin von einer Mehrheit der Evolutionsbiologen unterstützt. Allerdings ist die Gewichtung der verschiedenen Evolutionsfaktoren umstritten, und es gibt Forscher, die Mutationen und Genetischer Drift ein stärkeres Gewicht zuweisen, als dies etwa Ernst Mayr tat. Masatoshi Nei, der auf dem Gebiet der molekularen Evolution forscht, ist der bekannteste Vertreter dieser Ansicht. Er stellt seine These, dass Mutationen die lenkende Kraft der Evolution darstellen und Selektion nur die passive Rolle einnimmt, schädliche Mutationen zu eliminieren und gute zu bewahren, ausdrücklich in die Tradition von Morgans Mutationismus.